# Presnja Moskau
Der FK Presnja Moskau (russisch Футбольный клуб Пресня Москва) ist ein ehemaliger russischer Fußballverein aus dem Moskauer Stadtteil Presnenski. Der 1978 gegründete Club zog sich während der Saison 2006 aus dem Spielbetrieb der dritten russischen Liga zurück und löste sich in der Folge auf. Unter den Namen Presnja Moskau, Asmaral Moskau (Асмарал Москва) und Krasnaja Presnja Moskau (Красная Пресня Москва) spielte er von seiner Gründung bis 1996 durchgehend in den obersten drei Ligen der Sowjetunion und Russlands, davon meist in der jeweils dritten Liga; 1992 und 1993 jedoch zwei Jahre in der höchsten Spielklasse Russlands. Größter Erfolg war ein siebter Platz in der ersten Meisterschaft Russlands nach der Unabhängigkeit.
1978 wurde der Club als Krasnaja Presnja (von Krasnaja = ‚Rot‘ und dem umgangssprachlichen Namen des nach dem gleichnamigen Fluss Presnja benannten Stadtteils) gegründet. Mit dem Namen wurde der Name eines der Ursprungsteams von Spartak Moskau wieder aufgegriffen, eine weitergehende Verbindung bestand jedoch nicht. Der Club spielte in der zweite Liga genannten Dritten Stufe des sowjetischen Spielsystems und hatte einen guten Ruf, was die Ausbildung junger Spieler anging. Dies lag insbesondere an den hervorragenden Trainern: Oleg Romanzew, später mit Spartak Moskau achtfacher Meister, trainierte den Club in den 80er Jahren. 
Als der Club 1990 aus der dritten und niedrigsten halbprofessionellen Spielklasse abstieg, wurde das Team an einen Britisch-irakischen Investor verkauft, der es nach seiner Firma in Asmaral umbenannte. Wegen seiner erheblichen Investitionen in neue Spieler wurde der Club zweimal in Folge Meister in der jeweiligen Spielklasse und qualifizierte sich damit für die erste Saison der neuen russischen Liga, wo der Club auf Anhieb den siebten Platz erringen konnte. Die zweite Saison verlief dagegen als letzter mit zehn Punkten Abstand auf einen Nichtabstiegsplatz desaströs und ein schneller Absturz in die Amateurklassen begann; nach zwei Jahren in der zweiten russischen Spielklasse folgte 1995 der Abstieg in die Dritte Liga und im nächsten Jahr bereits der Fall in den reinen Amateurbereich.
Aufgrund einer Erweiterung der Dritten Ligastufe um weitere Staffeln wurde der Club 1998 noch einmal drittklassig, stieg aber sofort wieder ab. Nach einer weiteren Saison im Amateurbereich stellte der Club 2000 für ein Jahr den Spielbetrieb ein, dieser wurde jedoch 2001 reaktiviert.
2004 gelang der erneute Aufstieg in die dritte Liga, doch ging der Club in der Mitte des Jahres 2006 in Insolvenz.

## Trainer
- Oleg Iwanowitsch Romanzew (1984–1987)